# Misión de Guadalupe de los Mansos en el Paso del río del Norte
La misión de Nuestra Señora de Guadalupe fue fundada el 8 de diciembre de 1659 por Fray García de San Francisco en el Paso del Norte, una pequeña comunidad de 4000 indios mansos, actualmente el corazón de la frontera de Ciudad Juárez, en Chihuahua, México. 
La fundación de la misión de Guadalupe de los Mansos en el Paso del río del Norte fue consecuencia de una expansión española hacia la zona norteña de la Nueva España. Una vez dominado el imperio azteca a partir de 1521, los conquistadores españoles buscaron nuevas áreas donde encontrar fuentes de riqueza y poder. El proceso fue largo y complicado. La Misión fue fundada como parte de dicho proceso, en parte como consecuencia de la rebelión de los indios pueblo que llevó a los habitantes de Santa Fe, Nuevo México a refugiarse en la zona de lo que hoy es Ciudad Juárez, Chihuahua.

## Antecedentes
Álvar Núñez Cabeza de Vaca, el esclavo negro Estebanico, Alonso del Castillo Maldonado y Andrés Dorantes de Carranza fueron cuatro personajes que, por accidente, exploraron el norte novohispano. Fueron parte de una expedición que en 1528 partió de Cuba hacia Florida, bajo las órdenes de Pánfilo de Narváez, misma que fue rechazada por los indios de la península, que los hicieron huir hacia el golfo de México. Cabeza de Vaca a bordo de un barco improvisado, naufragó en las costas de la isla de Galveston, en lo que ahora es el estado de Texas. Tras varios años de vivir en la zona, se encontró a sus tres antiguos compañeros arriba mencionados y los cuatro decidieron explorar un largo territorio actualmente del sureste de Estados Unidos y el norte de México, hasta que en 1536 llegaron a Culiacán, en Sinaloa La exploración abrió la posibilidad de conocer más a fondo esos territorios sobre todo porque Núñez Cabeza de Vaca escribió su libro Naufragios y comentarios, en la que narró sus vivencias y describió detalladamente la zona. La obra fue publicada en 1542 y en 1555 tuvo una segunda edición. 

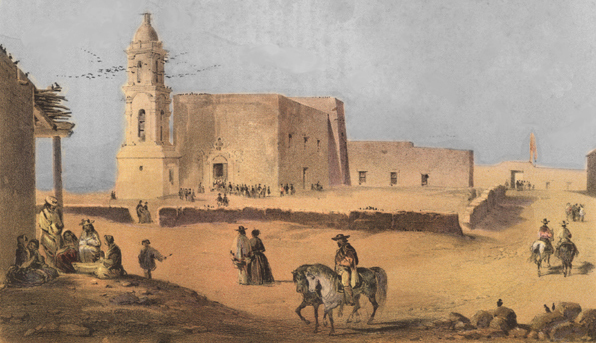
La Misión de Guadalupe fue pintada en 1850 por A. de Vauducourt.

Con el objeto de estimular la conquista de la provincia de Nuevo México y buscando el posterior asentamiento de colonos provenientes de la Nueva España en ella, la Corona autorizó al conquistador Juan de Oñate a conceder encomiendas a las personas que se distinguieran en el servicio administrativo o de las armas. En enero de 1598, la gran expedición salió de Santa Bárbara hacia el norte, tres meses después, el grupo llegó a las márgenes del entonces muy caudaloso río Bravo. Allí el 30 de abril de 1598 Juan de Oñate tomó oficialmente posesión del territorio de la provincia de Nuevo México en nombre del rey Felipe II de España. Oñate y sus compañeros lograron dominar a los indios pueblo, pero no encontraron en la provincia muchas fuentes de riqueza, lo que provocó el descontento de los colonos y obligó a Oñate a renunciar a la gubernatura de la provincia.

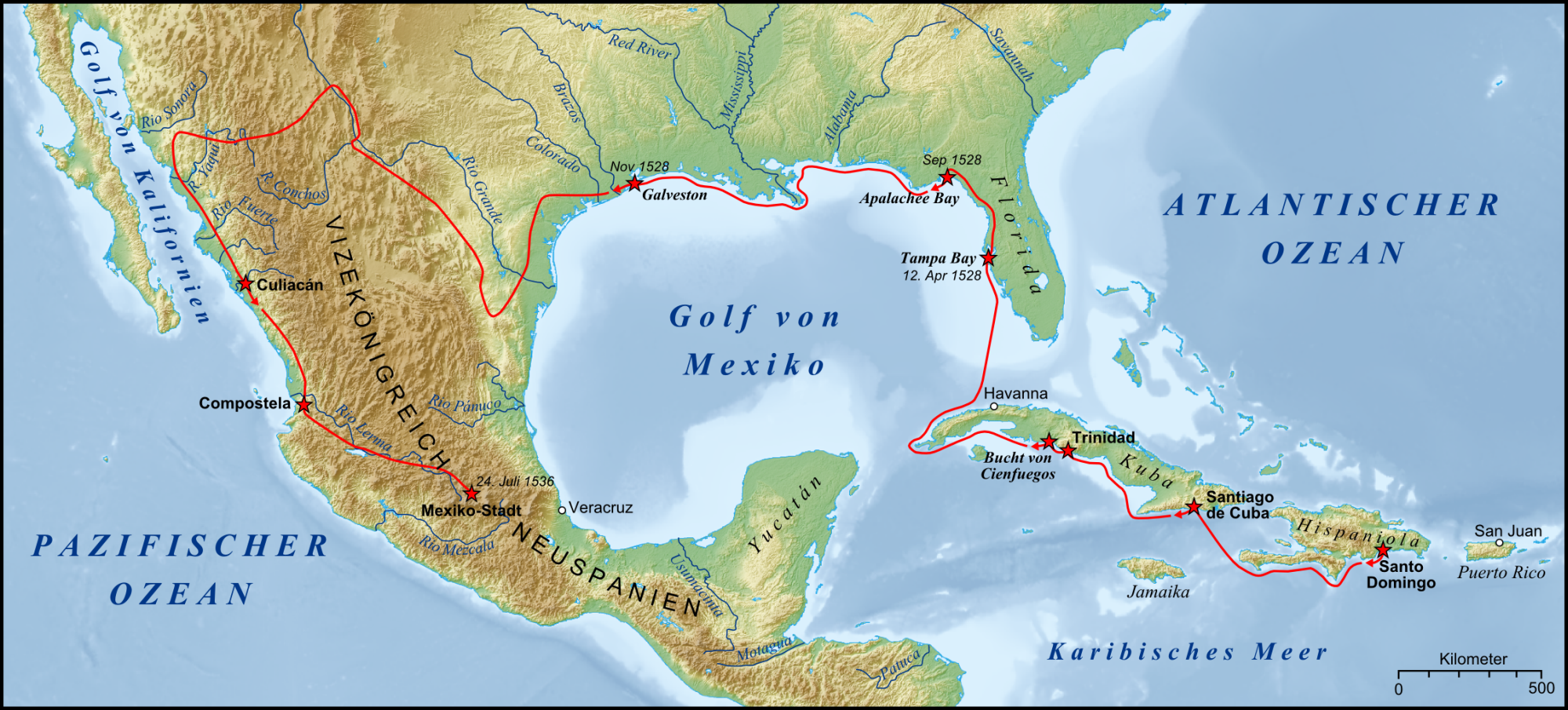
Expedición de Álvar Núñez Cabeza de Vaca en 1528.

Nuevo México era la provincia más al norte de la Nueva España. No había nada más allá. La vida en la zona era difícil y peligrosa. Estaba a 2.560 kilómetros de la Ciudad de México que había que transitar durante seis meses por el Camino Real de Tierra Adentro Las caravanas que iban de un extremo a otro de la ruta se realizaban por lo general cada tres años, de manera que, poco a poco, los viajeros se fueron habituando a tratar con los indígenas y de igual forma los indígenas se acostumbraron a la presencia de los viajeros. La provincia no era ese nuevo México que todos esperabanː no tenían minas, permitía una producción agrícola modesta y se situaba lejos de los mercados más importantes. Por su parte, los misioneros franciscanos también participaron en la conquista y poblamiento de Nuevo México. Lograron que tanto Felipe III como Felipe IV los apoyaran con subsidios para establecer misiones. Los misioneros fueron el más importante factor para que Nuevo México se consolidara y se expandiera. Hacia 1630, había más de cincuenta misiones y los franciscanos seguían buscando más pueblos indígenas para evangelizar.
A partir de la consolidación de Nuevo México con la fundación de Santa Fe, su capital, en 1610, el Camino Real de Tierra Adentro cruzó por la región donde actualmente está El Paso. La zona comenzó a ser frecuentada por las caravanas y expediciones que iban y venían a esa provincia. Se le llamó "El Paso" porque por ahí se pasaba el río Bravo o Grande del Norte, tanto si se iba hacia el sur como si se quería ir al norte. El Paso era entonces solo un paraje donde con frecuencia las caravanas tenían que acampar por algún tiempo para dar agua y descanso a los animales de carga. Más adelante, rumbo a Santa Fe, circulaban por la parte llamada "Vereda" donde tendrían que enfrentar el desierto conocido como la Jornada del Muerto donde no había ni gota de agua. Quienes iban hacia la Ciudad de México lo habían ya pasado cuando llegaban, extenuados, a El Paso.
En Nueva España las ferias eran el principal medio del intercambio comercial. La de Taos, poblado de Nuevo México sobre el río Bravo, era la de la zona, pero en noviembre empezaba el éxodo de los comerciantes para llegar a la feria de Chihuahua en enero, donde se hacía el intercambio más importante del año. Los comerciantes locales llegaban ahí para intercambiar o vender, según fuera el caso, frazadas indígenas, borregos, pieles y piñones con los comerciantes de la Ciudad de México que llevaban herramientas, ropa, chocolate, azúcar, tabaco, papel y libros.

## En tierras de los indios mansos
Desde el siglo XV la región de la actual Ciudad Juárez fue el asentamiento de un pueblo indígena cuyo nombre original se desconoce. Juan de Oñate les llamó los mansos y así pasaron a la historia. Sus descendientes directos continúan en el área. Su territorio abarcó del norte del río Bravo a cerca de Las Cruces, Nuevo México. Eran un pueblo seminómada. En 1629 el entonces custodio franciscano Alonso de Benavides pensó que debían ser evangelizados. Al año siguiente, 1630, fray Antonio de Arteaga inició ciertos trabajos de cristianización entre ellos. Los 10 años siguientes los dedicó a evangelizar a la tribu de los Piro, con quienes fundó las misiones de Senecú y Socorro. Con Arteaga estaba el futuro Fray García de San Francisco, quien hacia 1636 regresó a la Ciudad de México para obedecer el mandato de sus superioresː ordenarse como sacerdote. Sevillano de origen, nació alrededor de 1602. 
Hacia 1656 se hicieron los primeros esfuerzos serios para convertir a los indios Mansos al cristianismoː fueron enviados los frailes Francisco Pérez y Tomás Cabal a la región de El Paso para que comenzaran los primeros trabajos de evangelización. Pérez y Cabal construyeron una iglesia y lograron congregar a un buen grupo de indígenas, pero al año siguiente se suscitó una riña entre los propios Mansos y decidieron dejar la misión. Fue entonces cuando fray García de San Francisco, entonces en la Misión de San Antonio de Senecú, se interesó en continuar la labor cristianizadora entre los mansos de El Paso.

## La fundación

Estatua de Fray García de San Francisco, por el escultor John Hauser.

Según el propio fray García de San Francisco, los Mansos se le acercaron para pedirle que les enseñara el cristianismo por lo que decidió hacerlo de inmediato. Así, a mediados de 1659 reinició la labor evangelizadora en la zona de El Paso y el 8 de diciembre del mismo año fundó oficialmente la Misión de Nuestra Señora de Guadalupe de los Mansos de El Paso del río del Norte. La actual Ciudad Juárez era entonces un pueblo de indios con unos 400 habitantes.
Simultáneamente, le tocó encabezar a la orden franciscana de Nuevo México en el conflicto con el gobernador Bernardo López de Mendizábal, por lo que se tuvo que ausentar. Regresó a la misión de Guadalupe hasta el 2 de abril de 1662, cuando bendijo la piedra fundamental y cimientos del templo que terminó de construir. Ese año celebró el primer matrimonio católico de una pareja de Mansos. El 23 de enero de 1668 consagró la iglesia misional de Guadalupe que ahora está ubicada junto a la Catedral de Ciudad Juárez. 
Fray García de San Francisco permaneció en la misión de Guadalupe hasta 1671 cuando la dejó para evangelizar a los jumanos y a los julimes en la actual Ojinaga, Chihuahua. Finalmente, tras "más de 40 años de labor misionera y de haber bautizado a más de 10 mil personas, de acuerdo a las crónicas, se retiró a Senecú donde murió el 22 de enero de 1673. Por desgracia se desconoce dónde descansan sus restos, ya que dicha misión fue destruida poco tiempo después; perdiéndose todo vestigio de su localización en el actual territorio de los Estados Unidos".

## Años posteriores

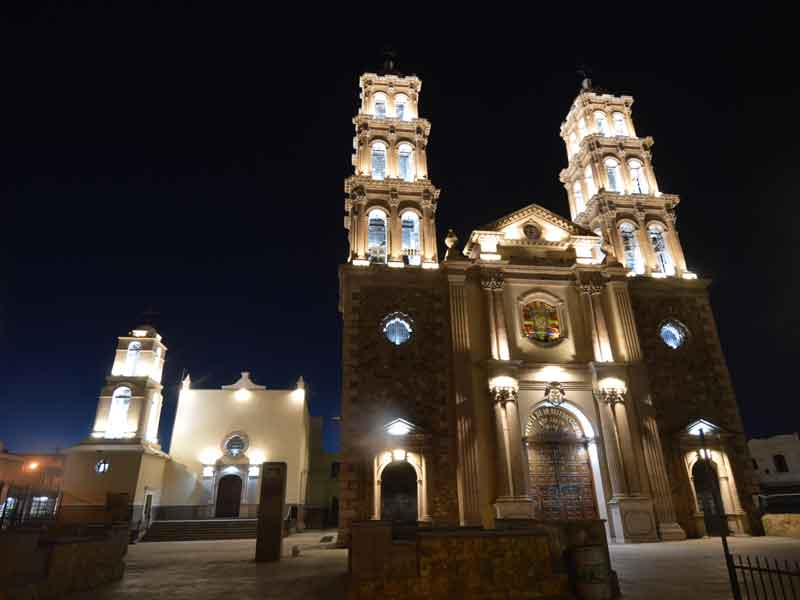
La catedral de Ciudad Juárez junto a la misión de Guadalupe

La misión era una institución encargada de integrar a los indígenas a la sociedad novohispana volviéndolos cristianos e incorporándolos al sistema económico y político dominante. En el norte de Nueva España, la misión servía también como una barrera ante las incursiones de los llamados indios bárbaros. En las misiones, las principales actividades estaban encaminadas a la subsistencia de la institución y a la cristianización de los indios. Para lograr la autosuficiencia, las misiones tenían que volverse instituciones económicas que pudieran producir sus alimentos, vender los sobrantes de su producción e integrarse a un sistema de mercado.
Breve Historia de Ciudad Juarez y su región

En 1680 la misión de Guadalupe recibió una migración española inesperadaː como producto de la rebelión de los indios pueblo contra los españoles en Nuevo México, encabezados por el caudillo Popé. Tras asesinar a 400 españoles, emigraron hasta El Paso más de 2.000 colonos. A los 12 años, los españoles, temerosos de que los avances franceses hacia el valle del Misisipi continuaran hasta Nuevo México, regresaron a Santa Fe, previo acuerdo con los indios pueblo quienes, entre otras cosas, les permitió seguir con sus creencias tradicionales y no adoptar el catolicismo. 
Desde 1941 la Misión tuvo una gran vecinaː la catedral de Ciudad Juárez también dedicada a la Virgen de Guadalupe.